# ゴールヌィー・インスチトゥート山
ゴールヌィー・インスチトゥート山（ゴールヌィー・インスチトゥートさん、ロシア語: Горный Институт）とは、ユーラシア大陸東端部のカムチャツカ半島に位置する、スレジンヌイ山脈を構成する活火山の1つである（ここ数百年噴火は起きていない）。この山の名称は、サンクトペテルブルク国立鉱山大学の旧称に由来している。

## 概要
ゴールヌィー・インスチトゥート山山頂の標高は、約2125メートルである。この山は、おおよそ北緯57度33分、東経160度20分付近に位置しており、この場所はロシア連邦のカムチャツカ地方に属している。この付近は環太平洋造山帯の一部に当たり、活火山が多いことで知られている。そして、この山もまた活火山であり、成層火山として形成されたとされている。ただし、カムチャツカ半島に存在する火山の多くは、もっと太平洋プレートが沈み込んでいる場所の近くに列を成している並んでいるのに対して、このゴールヌィー・インスチトゥート山を含めたスレジンヌイ山脈に存在する火山は、比較的、このプレート境界から離れた場所に存在している。2013年現在、ゴールヌィー・インスチトゥート山の噴火は、過去に少なくとも3回あったことが確認されており、それぞれ、紀元前4250年頃、紀元後1000年頃、紀元後1250年頃に起こったと見られている。これらのうち、紀元前4250年頃の噴火では、噴出した溶岩が山の南側へと流れた跡が残っている。そして、最後に起きた噴火が、紀元後1250年頃に起こったものと考えられており、以後の噴火は確認されていない。

## 付近の火山
もっと太平洋プレートとの境界に近い地域と比べると活火山の数が少ないとは言え、ゴールヌィー・インスチトゥート山が存在するスレジンヌイ山脈には、幾つも火山が見られる。付近に存在する、同じスレジンヌイ山脈に属する火山としては、北緯57度40分、東経160度10分付近に位置している楯状火山のティティーラ山が挙げられる。そして、ゴールヌィー・インスチトゥート山とティティーラ山の周辺には、Sedanka lava fieldと呼ばれる溶岩が広がった跡が存在している。この他にも、例えば北緯57度10分、東経160度付近に位置する、楯状火山のケベニー山がある。